# مسلم اولادقباد
مسلم اولادقباد (زادهٔ ۸ آذر ۱۳۷۴ - کوهدشت لرستان ) یک بازیکن فوتسال اهل ایران است و در حال حاضر در تیم پالما اسپانیا بازی می‌کند.
از باشگاه‌هایی که در آن بازی کرده‌است می‌توان به ماهان تندیس قم، شهرداری ساوه ، تأسیسات دریایی و کراپ قزوین اشاره کرد. وی در تاریخ ۲۲ مرداد ۱۴۰۱ به باشگاه پالمای اسپانیا پیوست و با غلبه بر تیم فوتسال اسپورتینگ لیسبون در بازی فینال، قهرمان جام باشگاه‌های فوتسال اروپا شد.

## بهترین فوتسالیست سال آسیا
در مراسمی که در آبان ۱۴۰۲ در دوحه قطر برگزار شد، در بخش بهترین بازیکن سال آسیا در رشته فوتسال مسلم اولادقباد، بازیکن پالما اسپانیا بهترین فوتسالیست آسیا شد.